# Zygoneura johannseni
Zygoneura johannseni là một ruồi trong họ Sciaridae, thuộc chi Zygoneura. Loài này được Shaw miêu tả khoa học đầu tiên năm 1941.